# Natividade Saldanha
José da Natividade Saldanha (Santo Amaro do Jaboatão, 8 de setembro de 1796 — (?), 30 de março de 1830) foi um advogado, poeta, músico, político e ativista brasileiro.
Era filho de um padre, o vigário João José Saldanha Marinho.
Formou-se em direito em Coimbra em 1823 e retornou ao Recife, onde abriu escritório de advocacia.

## Biografia
Durante a Revolução Pernambucana, em 1817, ele saiu para Olinda, com os familiares e, de Olinda, foi a Coimbra, continuar os estudos.
Na volta ao Recife, insurgiu-se contra Dom Pedro I e sua constituição.
Foi eleito secretário do governo de Manoel de Carvalho Paes de Andrade. Encontrava tempo para escrever relatórios sobre a revolução, pensando em deixar para os pósteros as informações do acontecido.
Com a derrota dos insurretos, Natividade Saldanha fugiu. Na primeira tentativa, frustrada, para a França, perdeu o navio e escondeu-se novamente em Olinda. O cônsul americano James Hamilton Bennet o ajudou na fuga para Filadélfia, Estados Unidos, onde sofreu discriminação, por ser mulato.
Viajou, então, para a França, onde conseguiu um passaporte português.
Sofrendo perseguição do governo brasileiro, ele foi expulso do país pela polícia local. Foi à Inglaterra e, de lá, à Venezuela, onde sofreu privações.
Na Venezuela, Natividade Saldanha conheceu o General Abreu e Lima, que o encaminhou a Simon Bolivar. Conseguiu, então, exercer a advocacia naquele país.
Abandonou Caracas e foi à Colômbia pela selva, passando a residir em Bogotá, onde passou a ensinar Humanidades.
Soube, então, que tinha sido condenado à morte por enforcamento no Brasil.
Tomando conhecimento que um antigo amigo exercia atividade no tribunal que o condenou, enviou-lhe uma procuração com os seguintes termos:

Pela presente procuração, por mim feita e assinada, constituo por meu bastante procurador na Província de Pernambuco ao meu colega Dr. Tomaz Xavier Garcia de Almeida, para em tudo cumprir a pena que me foi imposta pela Comissão Militar, podendo este morrer enforcado, para o que lhe outorgo todos os poderes que por lei me são conferidos. Caracas, 3 de agosto de 1825. a) José da Natividade Saldanha, bacharel em Direito Civil pela Universidade de Coimbra.

## Sobre sua morte
Há várias versões:
1. Morreu em Cali, na Colômbia, em 1831, fuzilado a mando do general Obando;
2. Morreu afogado em uma vala, em Bogotá;
3. Desapareceu após uma sessão de juri onde estava sendo julgado;
4. Morreu em Caracas.

## Poeta
Escrevia textos poéticos sobre feitos e figuras da época.
Cantando as glórias de Pernambuco, escreveu:
"Ó jovens brasileiros,
Descendentes de heróis, heróis vós mesmos
Pois a raça de heróis não degenera,
Eis o vosso modelo:
O valor paternal em vós reviva
A pátria que habitais comprou seu sangue,
Que em vossas veias pulsa.
Imitai-os, porque eles no sepulcro
Vos chamem com prazer seus caros filhos."
Deixou alguns sonetos escritos.

## Historiador
Publicou o livro História da Igreja Pernambucana.